# 1885 en Colombie-Britannique
Chronologie de la Colombie-Britannique
- 1881
- 1882
- 1883
- 1884
- 1885
- 1886
- 1887
- 1888
- 1889

Cette page concerne des événements qui se sont produits durant l'année 1885 dans la province canadienne de Colombie-Britannique.

## Politique
- Premier ministre : William Smithe.
- Chef de l'Opposition :
- Lieutenant-gouverneur : Clement Francis Cornwall
- Législature :

## Événements

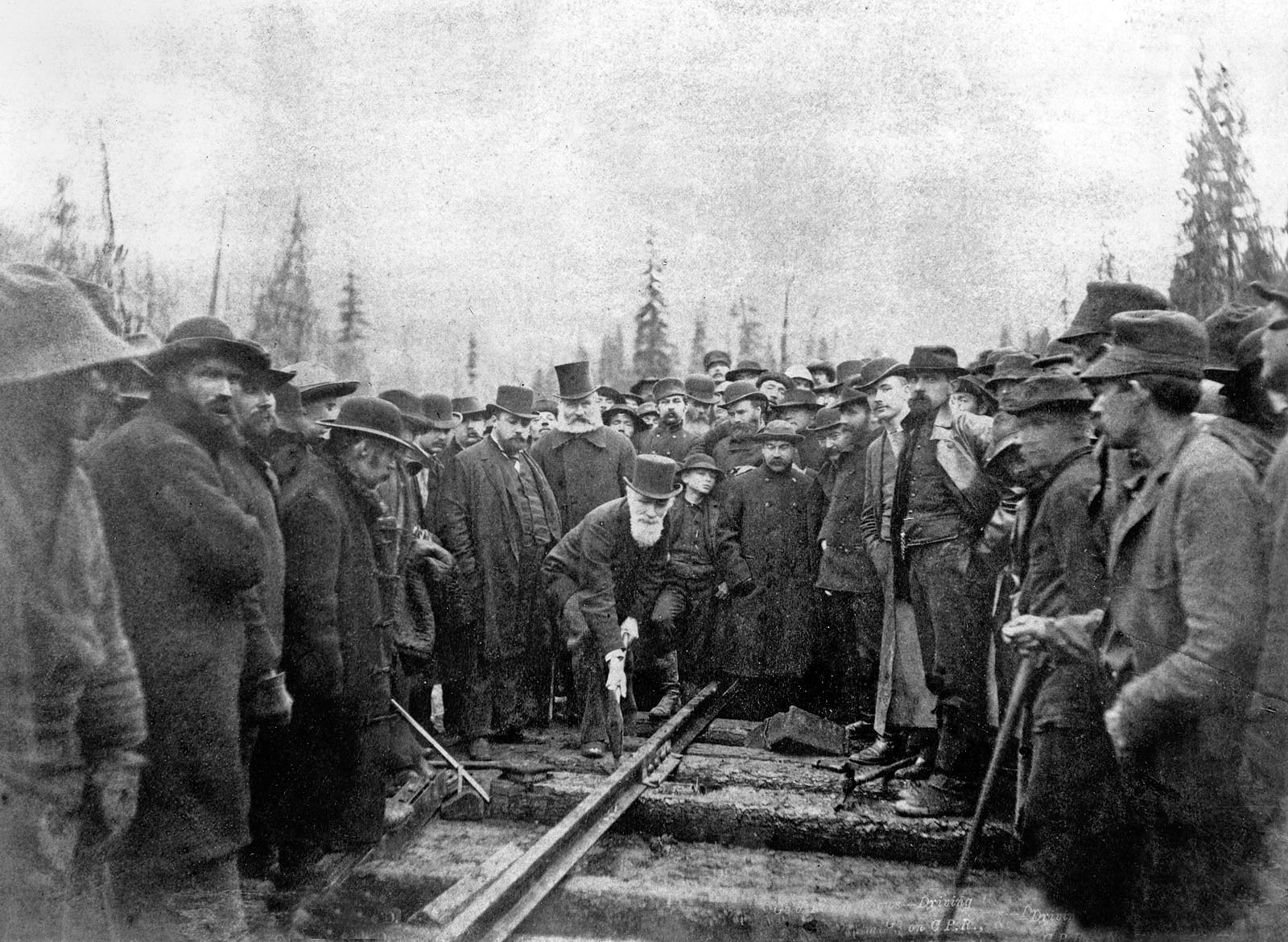
Mise en place du dernier clou du chemin de fer trans-Canadien Pacifique.

- Adrien-Gabriel Morice est missionnaire au Fort St. James en Colombie-Britannique.

- 7 novembre : le dernier clou du chemin de fer trans-Canadien Pacifique est planté à Craigellachie près de Revelstoke.